# ۱۷۰۳ (میلادی)
۱۷۰۳ (میلادی) هزار و هفتصد  و سومین سال تقویم میلادی است.

## رویدادها
آغاز ساخت کاخ باکینگهام

## زادگان
- ۲۹ سپتامبر – فرانسوا بوشه، هنرمند و نقاش فرانسوی (د. ۱۷۷۰)

## درگذشتگان
- ۲۶ مه - ساموئل پیپس، وقایع‌نویس انگلیسی ، (زاده ۱۶۳۳)
- ۲۸/۳۰ دسامبر - مصطفی دوم، سلطان امپراتوری عثمانی ، (زاده ۱۶۶۴)
- ۳ مارس – رابرت هوک، معمار و ستاره‌شناس بریتانیایی (ز. ۱۶۳۵)
- ۱۶ مه – شارل پرو، نویسنده فرانسوی (ز. ۱۶۲۸)
- ۲۲ سپتامبر – وینچنزو ویویانی، ریاضی‌دان، فیزیک‌دان، و ستاره‌شناس ایتالیایی (ز. ۱۶۲۲)
- ۲۹ سپتامبر – شارل دو سنت-اورمون، نویسنده فرانسوی (ز. ۱۶۱۰)
- ۲۸ اکتبر – جان والیس، ریاضی‌دان بریتانیایی (ز. ۱۶۱۶)